# Groene dwergeend
De groene dwergeend (Nettapus pulchellus) is een eend uit de familie Anatidae die leeft in het Australaziatisch gebied.

## Beschrijving
De groene dwergeend wordt ongeveer 30 tot 36 cm lang en heeft een vleugelspanwijdte van ongeveer 48 tot 60 cm. Het mannetje heeft een donkergroene kop, nek en bovendelen met een opvallende, helderwitte wangvlek. Van onder is hij vuilwit. Het vrouwtje is minder helder van kleur, donkergrijs tot groenachtige van boven met een donkere brede oogstreep en smalle lichte wenkbrauwstreep.

## Voorkomen en leefgebied
De groene dwergeend komt voor in noordelijk Australië en plaatselijk aldaar in het zuidoosten en verder in het zuiden van Nieuw-Guinea. Hij is wintergast op het eiland Timor. Het is een eend van ondiep water dat rijk begroeid is met waterplanten zoals waterlelies.